# Vrydagzynea elata
Vrydagzynea elata är en orkidéart som beskrevs av Rudolf Schlechter. Vrydagzynea elata ingår i släktet Vrydagzynea och familjen orkidéer. Inga underarter finns listade i Catalogue of Life.